# Єжув (Пйотрковський повіт)
Єжув (пол. Jeżów) — село в Польщі, у гміні Воля-Кшиштопорська Пйотрковського повіту Лодзинського воєводства. Населення — 319 осіб (2011).
У 1975—1998 роках село належало до Пйотрковського воєводства.

## Демографія
Демографічна структура станом на 31 березня 2011 року:
|          | Загалом | Допрацездатний вік | Працездатний вік | Постпрацездатний вік |
| -------- | ------- | ------------------ | ---------------- | -------------------- |
| Чоловіки | 159     | 39                 | 102              | 18                   |
| Жінки    | 160     | 39                 | 88               | 33                   |
| Разом    | 319     | 78                 | 190              | 51                   |